# Coralie Trinh Thi
Coralie Trinh Thi (París; 4 de noviembre de 1976) es una actriz pornográfica francesa de origen alemán y vietnamita. Entre 1994 y 2001 ha participado, tanto de actriz, como directora, en unas sesenta películas pornográficas. Es conocida por ser la guionista y codirectora de la película Baise-moi junto con Virginie Despentes.

## Filmografía

### Como actriz
- 100 % Blowjobs 4 (2002)
- 100 % Blowjobs 8 (2002)
- Harcèlement au féminin (2000)
- Inferno (2000)
- Pure Masturbations (2000)
- Pure Sex: Episode Two (2000)
- Hotdorix (1999)
- Le Principe de plaisir (1999)
- Pure Sex (1999)
- Exercice of Steel (1998) (TV)
- Sombre (1998)
- Amsterdam/Paris Connection (1998)
- Déjà mort (1998)
- American Girl in Paris (1998)
- Exhibition 99 (1998)
- Fuga dall'Albania (1998)
- Sodomites (1998)
- Terror of Prehistoric Bloody Monster from Space (1998)
- Maledizione del castello, La (1997)
- Cyberix (1997)
- Paris Chic (1997)
- Cunt Sucking Sluts 5 (1997)
- Eurotica 13 (1997)
- L' Indécente aux enfers (1997)
- Las noches de la presidenta Les nuits de la présidente (1997)
- Sextet (1997)
- Parfait amour! (1996)
- Le Coeur fantôme (1996)
- Désir dans la peau, Le (1996)
- Eurotica 2 (1996)
- La Princesse et la pute (1996)
- En avoir (ou pas) (1995)
- Hienie's Heroes (1995)
- Joe's Wild World (1995)
- Triple X 2 (1995)
- Triple X 3 (1995)
- World Sex Tour 1 (1995)
- World Sex Tour 2: France (1995)

### Como directora y guionista
- Baise-moi (2000)

## Galardones
- Hot d'Or a la mejor europea francesa en 1996.
- Award del X europeo a la mejor actriz francesa en 1996.
- Hot d'Or a la mejor actriz europea en un papel secundario en 1998.
- Hot d'Or de honor en 2009.